# 요제피네 브룬스비크
요제피제 브룬스비크(헝가리어: Brunszvik Jozefina, 1779년 3월 28일 - 1821년 3월 31일)는 헝가리의 여자 백작으로 루트비히 판 베토벤의 생애에서 가장 중요한 여성이었을 것으로 여겨지는 인물이다. 베토벤은 열 다섯 통의 편지 속에서 그녀를 "불멸의 연인"이라고 부르며 '영구의 헌신'과 '영원한 충성'을 전하고 있다. 수수께끼의 "불멸의 연인 편지"의 수취인이었을 가능성이 가장 높은 인물로 요제피네를 뽑는 음악학자도 여러명에 이른다.

## 생애

### 어린 시절과 초혼
헝가리 왕국의 포조니(현 슬로바키아 수도 브라티슬라바)에서 태어났다. 아버지는 안톤 브룬스비크 백작, 어머니는 안나 지베르크였다. 형제 자매로는 프란츠(1777년 - 1849년), 테레제(1775년 - 1861년), 샤를로테(1780년 - 1843년)가 있었다. 일가는 부다페스트에 가까운 마르톤바샤르에 거주하고 있어, 슬로바키아의 돌나 크루파에도 성을 소유하고 있었다.
요제피네를 포함, 아이들은 가정교사 아래 각국의 언어와 고전 문학을 배우며 자랐고, 네 명 모두 음악에 재능을 보였다. 프란츠는 뛰어난 첼리스트가 되었고, 딸들은 모두 피아노에 뛰어난 재능을 보였지만, 그 중에서도 요제피네가 특별났다. 이들은 1790년대의 빈에서 기예 피아니스트로 두각을 나타낸 베토벤의 음악을 특히 칭찬하고 있었다.
1799년 5월 안나는 테레제와 요제피네를 데리고 빈으로 갔고, 베토벤을 만나 딸들에게 피아노 레슨을 해 줄 수 있느냐고 물었다. 베토벤은 후년에 요제피네에 대한 애정을 억제해야 했다고 인정하고 있다. 요제피네는 베토벤에게 열중했다. 그러나 어머니는 동등한 사회적 지위에 있는 부유한 사위를 원했고, 요제피네의 결혼 상대가 된 이는 노인 백작 요제프 다임(1752년생)이었다. 주로 경제적인 면에서 고생은 있었지만, 그 후 다임 부부는 몹시 행복한 관계를 이어갔고, 요제피네의 피아노 교사를 계속하고 있던 베토벤은 평소 두 사람을 방문했다. 요제피네는 세 명의 아이를 잇달아 출산했지만, 넷 째를 임신 중인 1804년 1월 폐렴을 앓았던 다임 백작이 급사했다.

### 미망인
베토벤은 미망인이 된 요제피네를 더 자주 방문하게 되는데, 얼마 지나지 않아 샤를로테가 너무 잦다고 느낄 정도였고, 베토벤은 요제피네에게 더욱 열정적인 편지를 보내게 되었다.
요제피네는 정중하게 답장하고 있지만, 연애를 비밀로 만들려는 의사가 분명했다. 1805년 3~4월 베토벤은 장대한 문장으로 쓰게 되면서, 요제피네에 대한 헌사를 숨긴 가곡 《희망에 부쳐, 작품 번호 32》의 초고를 책상 위에 놓아두었다가 후원자인 리히노프스키 백작에게 발견되어 버렸지만, 걱정에는 미치지 않는다고 쓰고 있다. 이 곡 뿐만이 아니라 지극히 서정적인 피아노 작품 《안단테 파보리, WoO 57》도 음악을 통한 사랑의 고백으로, 특히 요제피네를 향한 것이다.
브룬스비크 가문은 관계를 청산하라고 강력하게 압박했고, 귀족 계급 자녀들의 보호를 잃게 된다는 단순한 이유로 그녀 역시 평민인 베토벤과의 결혼을 생각할 수 없었다.
1807년 말 무렵 요제피네는 친족의 압력에 굴복, 베토벤 앞에서 모습을 감추었다. 베토벤이 방문할 때 집을 비운 것이다. 이는 나중에 사랑의 "냉각 기간"으로 해석되기도 했다.

### 재혼
1808년 테레제는 요제피네와 합류해 긴 여행 끝에 도착한 스위스의 이베르동레뱅에서 교육자로서 유명한 요한 하인리히 페스탈로치와 면회, 학생  나이에 있는 요제피네의 두 아들의 교사를 결정하려고 했다. 페스탈로치는 에스토니아의 크리스토프 폰 슈타켈베르크 남작(1777년 - 1841년)을 소개했고, 일행에 합류한 슈타켈베르크는 오스트리아, 제노바, 남프랑스, 이탈리아를 경유하여 오스트리아에 이르는 귀로를 함께했다. 1808년 ~ 1809년 겨울 알프스산맥을 넘을 때 요제피네는 여러 번 중병으로 고통받았다. 훗날 테레제의 일기와 1815년의 슈타켈베르크의 서한으로부터는, 요제피네가 육체적 관계를 요구받으면서의 여행에 견딜 체력을 가지고 있지 않은 것을 알 수 있다. 1809년 여름 두 자매가 슈타켈베르크와 함께 헝가리에 돌아왔을 때에는 요제피네는 아이를 잉태하고 있었던 것이다.
사회적 지위에 민감한 브룬스비크 가문은 계급이 낮고 가톨릭교도가 아닌 낯선 슈타켈베르크를 곧바로 거절했다. 요제피네와 슈타켈베르크 사이의 첫 아이인 마리아 라우라의 탄생(1809년 12월)은 비밀이 되었다. 어머니 안나 폰 브룬스비크는 매우 혼란스러운 가운데 혼인 동의서에 서명을 했지만, 이면에는 태어난 아이에게 아버지를 준다는 목적이 있었을 뿐만 아니라, 그렇지 않으면 다임 백작의 아이에게의 교육을 중지하겠다는 슈타켈베르크의 협박도 있었다. 결혼식은 1810년 2월 헝가리의 에스테르곰에서 내빈도 없이 집행되었다.
요제피네의 두 번째 결혼 생활은 첫날부터 불행했고, 그 후 더욱 악화되어 갔다. 두 번째 딸 테오필이 탄생한 이후(결혼 후 겨우 9개월 째) 다시 병에 쓰러진 요제피네는 1811년 슈타켈베르크와는 다시는 바닥을 함께 하지 않는다는 결의를 굳혔다. 부부 사이에는 교육 방법을 둘러봐도 깊은 의견의 대립이 있었다. 복구 불가능한 불화에 이르는 결정타가 된 것은, 모라비아의 위츠챗에 있는 고가의 토지 구입이었다. 슈타켈베르크가 자금을 벌 수 없었기 때문에 일가는 재정 파탄에 빠진 것이다.
수많은 법정 투쟁에서 패하고 정신을 닳게 하는 분쟁과 말다툼 끝에 요제피네는 자포자기했고, 슈타켈베르크는 그녀를 떠났다. 이것은 대략 1812년의 사건으로 갑작스런 종교적 충동에 의해 기도와 신앙적 사색에서 위안을 찾고자 했던 것으로 여겨진다. 긴급하게 자금이 필요했던 요제피네에게는 도움이 되지 않았고, 그녀는 항상 몸부림치고 있었다.

### 1812년
1812년 6월의 일기에서는 요제피네가 명확하게 프라하에 가려고 했던 것을 알 수 있다. 여기서 그녀와 테레제의 일기는 갑자기 끊겼고, 재개하는 것은 두 달 후부터였다.
한편, 베토벤은 프라하를 거쳐 테플리체로 향하고 있으며 프라하에서는 1812년 7월 3일 틀림없이 "불멸의 연인"으로 불리는 인물과 만나고 있다. "불멸의 연인"이라는 호칭은 그가 7월 6~7일에 썼지만 투함하지 않은 편지에서 사용되고 있다.
요제피네의 주된 걱정거리는 다임 백작과의 사이에서 태어난 네 아이의 재산 관리를 계속하는 것이었는데, 1812년 8월 소원해진 남편과의 사이에 새로운 협정을 맺는데 성공했다. 이 새로운 결혼 계약의 요점은 슈타켈베르크가 언제든지 그녀를 두고 나갈 수 있다고 쓰게 한 데 있다 - 그 후 1813년 4월 8일 딸 미노나가 태어나자 그는 그것을 실행에 옮긴 것이다. 미노나가 자기 아이가 아니라고 의심했을 가능성도 있다.

### 분리
1814년 슈타켈베르크는 그의 아이들(미노나도 포함)을 데려오기 위해 다시 모습을 드러냈다. 요제피네가 거부하자 그는 경찰을 불러 세 명의 유아를 팔뚝으로 빼앗아갔다. 그러나 슈타켈베르크가 아이들을 고향인 에스토니아로 데려가지 않은 것으로 알려졌다. 그는 보헤미아의 집사의 집에 아이를 맡기고서 다시 각국을 돌아보는 여행을 떠났던 것이다.
혼자가 되어 점점 고뇌가 심화되어가는 요제피네는 호사스러운 수학교사 안드레한(카를 에두아르트 폰 안드레한-베르부르크)을 고용, 서서히 그의 카리스마적인 주문에 빠져 들어가 임신했고, 에밀리를 낳아(1815년 9월 16일) 오두막에 숨겼다. 한편, 형의 죽음으로 상속받은 슈타켈베르크는 1815년 4월 빈을 방문해 요제피네를 소환하려 하고 있었다. 임신했다는 사실, 그리고 결정적으로 관계가 파괴된 이후 오랜 시간이 흘렀기 때문에 그녀는 관심을 보이지 않았다. 슈타켈베르크는 이에 대해 긴 편지를 작성, 자신이 얼마나 요제피네를 경멸하고 있는지를 담아 경찰에 찾아가 그녀를 비방했다. 1815년 6월 30일 경찰이 요제피네의 "평판"에 관한 보고를 했는데, 이는 그녀의 아이들에게 근친상간 사안이 있다고 제기한 슈타켈베르크의 보고에 근거했을 가능성이 있다.
사생아를 홀로 맡아 키운 안드레한은 요제피네에게 버림받고, 딸은 2년 뒤 홍역으로 숨을 거둔다. 그러나 이런 가슴 아픈 일이 아직 충분하지 않다는 듯 또 다른 고민이 이어진다. 1815년 12월 29일 트루토노프의 데샹트 프란츠 레이어가 요제피네에게 편지를 보내 친권을 받아 세 명의 어린 딸을 두고 있지만, 슈타켈베르크로부터의 송금이 오랫동안 밀렸다고 전해 왔다. 요제피네와 테레제는 거의 2년 만에 아이들과 재회할 수 있다며 크게 기뻐했고, 어느 정도의 자금을 긁어 모아 레이어에게 보냈고, 얼마 지나지 않아 그는 아버지가 실종됐다면 아이들을 어머니가 계신 가정으로 데려가야 한다고 제안해 왔다. 그러나 요제피네가 재회를 하기 직전 슈타켈베르크의 형제인 오토가 트루토노프에 나타나 아이들을 데려가 버린 것이다.
요제피네와 베토벤은 1816년 여름 바덴바덴에서 만났을 가능성이 매우 크다는 증거가 있으며, 심지어 그 만남을 계획한 것으로 보여진다. 요제피네는 바트 피르몬트에 있는 휴양소에 가기 위해 여권을 신청했지만, 결국 그곳에 가지 않았다. 흥미롭게도 1816년 8월 베토벤의 일기에는 다음과 같은 기술이 있다: "... P - t로 가지 않고 P.와 함께 - 최선책에 대해 논의했습니다."  "P."는 "Pepi"의 약어로 요제피네의 별명일 수 있다.

### 죽음
요제피네의 생활은 갈수록 고민과 비참함이 더해져 갔다. 다임 백작과의 사이에서 태어난 네 명의 아이는 10대가 되어 각자의 길을 가고 있었다. 누워만 있는 어머니를 걱정하면서도 아들들은 입대했다. 슈타켈베르크와의 세 딸은 세상을 떠났고, 테레제는 은거했으며, 프란츠는 어머니 안나처럼 송금을 중단했다. 어머니는 요제피네의 삶에 대해 모든 것이 자신의 잘못이었다고 서한으로 전하고 있다.
요제피네는 1821년 3월 31일 빈에서 42년의 생애를 마감했다. 이 해에 베토벤은 마지막 피아노 소나타 《31번》과 《32번》을 작곡한 바 있다. 이들 작품은 "요제피네 주제"의 《안단테 파보리》에 대한 회상으로 식별되어 레퀴엠 같다고 생각하는 음악학자도 많다.